# Madeleine Charnaux
Madeleine Charnaux, née le 18 janvier 1902 à Vichy, où elle meurt le 10 octobre 1943, est une sculptrice, dessinatrice et aviatrice française.
D'abord orientée vers la sculpture, élève d'Antoine Bourdelle, Madeleine Charnaux se tourne vers l’aviation, activité dans laquelle elle excellera jusqu'à ce que la tuberculose l'emporte en 1943.

## Biographie

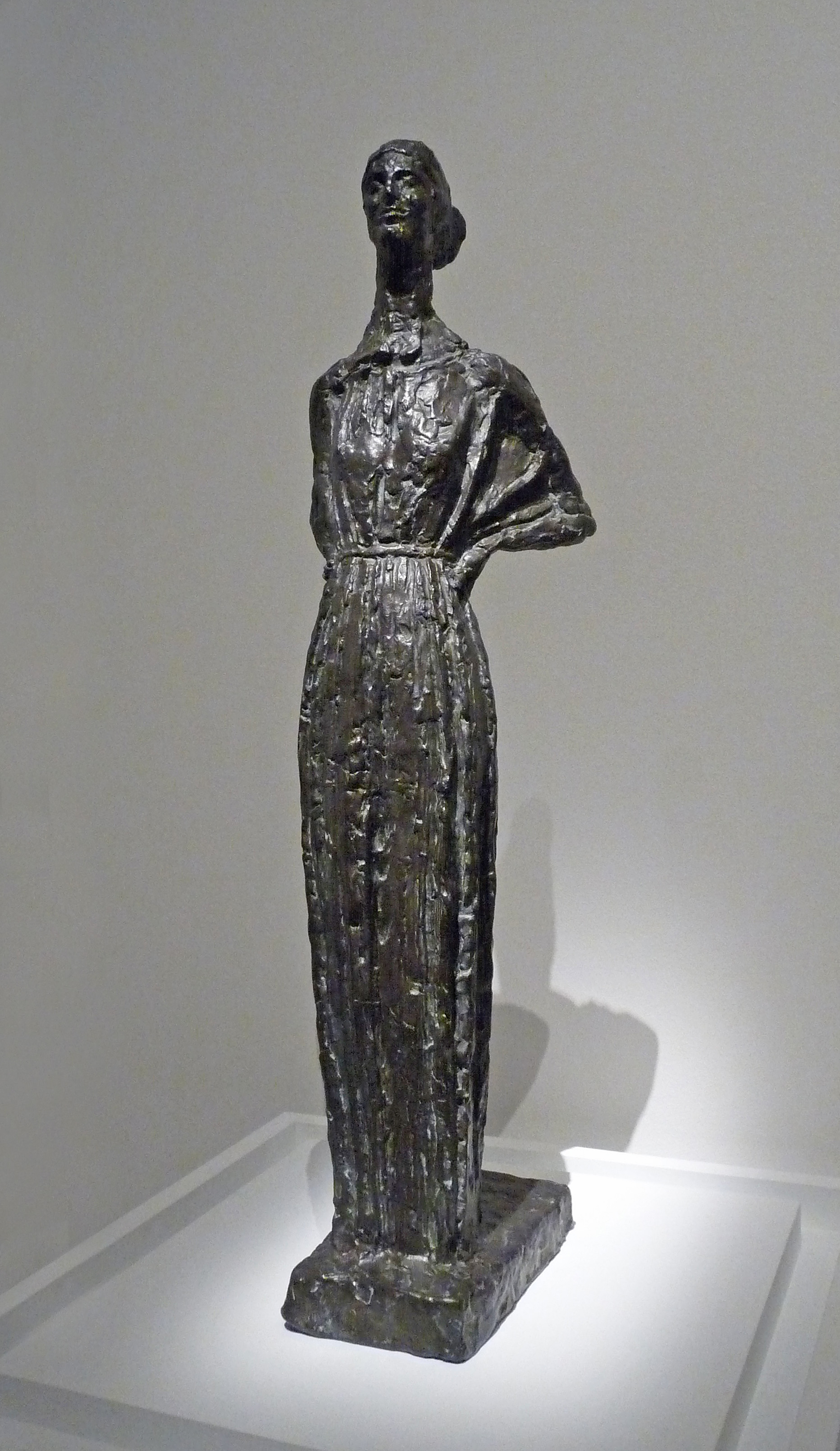
Antoine Bourdelle, Madeleine Charnaux, modèle debout à grandeur d'exécution (1917), Paris, musée Bourdelle.

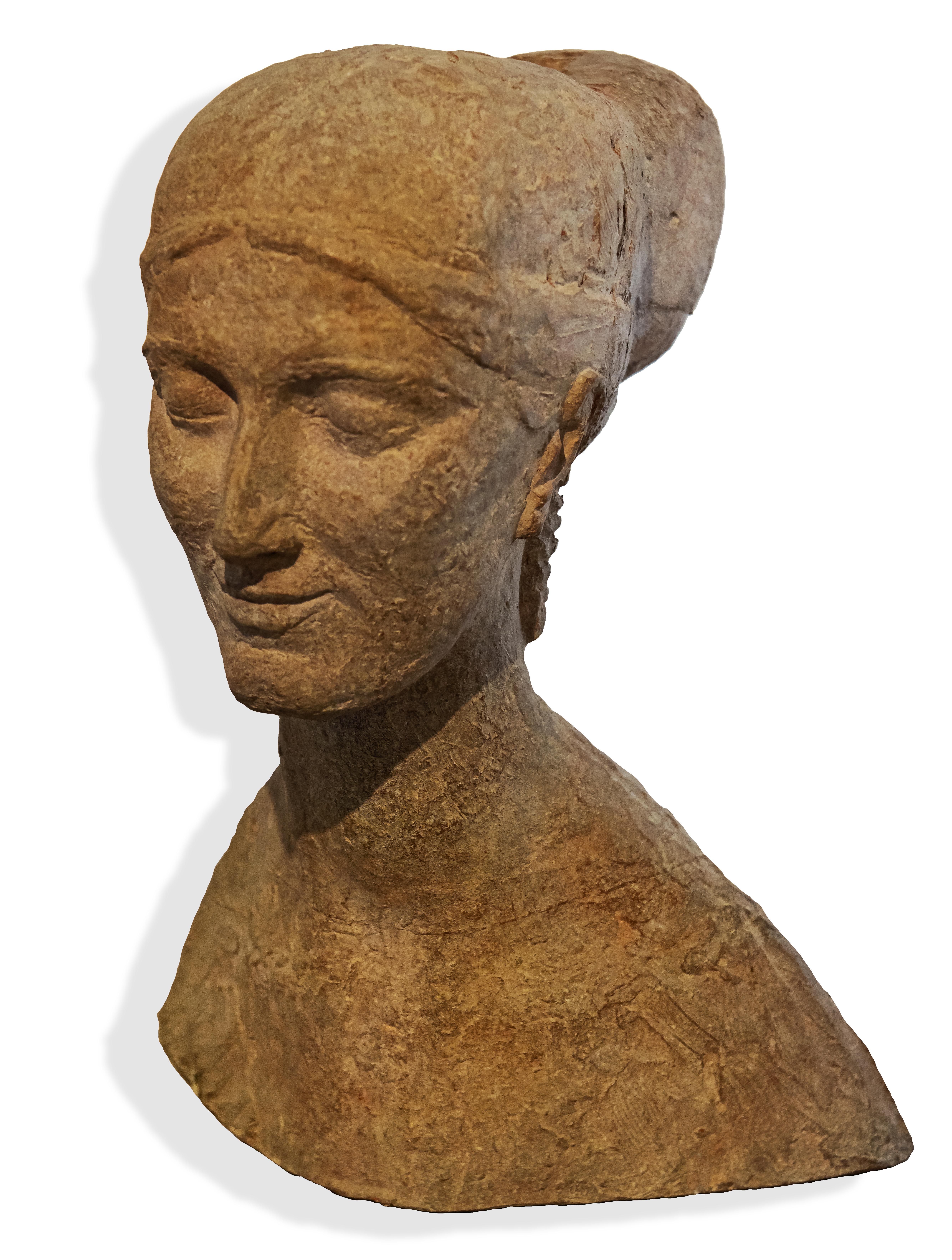
Antoine Bourdelle, Buste de Madeleine Charnaux, Montauban, musée Ingres.

Madeleine Charnaux est issue d'une famille d'intellectuels. Son père et ses frères sont médecins.
En 1922, elle épouse l'écrivain très en vue[réf. nécessaire], et depuis peu divorcé, Pierre Frondaie. Leur mariage est célébré le 22 septembre 1922 à Paris, quatre mois moins un jour après le divorce de Frondaie avec Michelle Gillier. Ce mariage durera cinq ans.
En 1928, elle se fait remarquer en exposant chez Bernheim-Jeune.
Elle prend l'avion pour la première fois à l'occasion d'un voyage de Palerme à Naples à bord d'un hydravion. Elle écrira plus tard dans son livre La passion du ciel, souvenirs d'une aviatrice que sa vocation est née ce jour-là.
En 1938, elle épouse Jean Fontenoy, un ancien communiste passé au Parti populaire français de Jacques Doriot, collaborateur de Je suis partout et ex-rédacteur en chef du Journal de Shangaï, auteur de plusieurs romans dont L'École du Renégat et Cloud, le communiste à la Page. Il part pour la Finlande comme correspondant de guerre lors de l’invasion de ce pays par l’Union soviétique durant la guerre d'Hiver (1939-1940). En octobre 1941, il s'engage dans la Légion des volontaires français contre le bolchevisme (LVF), pro-nazis, et part combattre sur le front de l'Est. Il mourra vraisemblablement à Berlin en avril 1945 lors de la bataille de Berlin, son corps ne fut jamais retrouvé.
Madeleine Charnaux, collaborationniste et proche des occupants nazis, comme son mari, meurt des suites de la tuberculose à Vichy le 10 octobre 1943 et est inhumée au cimetière de Vichy.

## L'aviatrice

### Les débuts
En 1932, Madeleine passe son brevet de pilote amateur. Entre décembre 1932 et janvier 1933, elle effectue un trajet France-Maroc à bord de son premier avion, un de Havilland Moth. À la recherche de vitesse, elle le remplace par un Miles Hawk, espérant battre des records de vitesse avec passager.
En juillet 1934, Madeleine Charnaux, encore amatrice, tente sur son Hawk, avec une passagère, Yvonne Jourjon, de battre le record de vitesse aux Douze heures d'Angers. Encore débutante, elle est largement surclassée par des pilotes comme Hélène Boucher, débutante elle aussi mais déjà connue et reconnue dans le monde de l'aviation, et qui après une carrière fulgurante, trouvera la mort cette même année. D'autres pilotes de renom participent à cette course comme Legendre et Georges Signerin (tué en vol en 1934), Pierre Lacombe et Trivier, Arnoux et Brabant.
Hélène Boucher part la première, rattrapée au cours de la quatrième heure de course par Lacombe. Après avoir avitaillé rapidement, Lacombe est toujours en tête et est suivi de près par Hélène Boucher. Les deux pilotes opèrent des virages serrés et volent bas tandis que les autres concurrents, moins téméraires, optent pour une altitude plus élevée et des virages plus larges.[réf. nécessaire]
Arrive la douzième heure de course. Hélène Boucher se pose, vaincue de quelques secondes par Lacombe. Elle a battu tout de même deux records de vitesse sur 1 000 km. Trois femmes finissent le parcours : Hélène Boucher, Madeleine Charnaux et Viviane Elder.

### Caudron
Après quelques voyages en Afrique du Nord, entraînée par Maurice Arnoux, Madeleine Charnaux bat deux records d'altitude. Le 24 septembre 1934, Madeleine Carnaux, accompagnée d'Yvonne Jourjon, établit un nouveau record féminin d'altitude sur avion léger en atteignant 4 990 m à bord de son Miles Hawk. Puis le 29 janvier 1935 à Orly, elle atteint 6 115 m à bord d'un Farman F.357 et accompagnée d'Édith Clark.
Elle se fait engager par Caudron-Renault en tant que professionnelle. Elle fait partie de l'escadrille qui représente la marque au cours d'un tour de France. On lui a confié un appareil de tourisme, le Luciole, mais Madeleine Charnaux s'ennuie, elle regrette le temps où elle volait jusqu'en Afrique.[réf. souhaitée]
À la fin du tour de France, au sol, elle chute de l'aile de son avion et, blessée, doit rester alitée plusieurs mois. Elle cesse de voler pendant plus d'un an.
Un avion qui l'attendait chez Potez pendant son absence est confié à Maryse Hilsz. Celle-ci bat le record d'altitude féminin et le porte à 14 000 m.

### Le Rafale
En 1936, Madeleine Charnaux assiste au quinzième salon du Bourget où elle revoit Maryse Bastié, son aînée, et l'équipe Caudron-Renault dont elle a fait partie quelque temps. Elle acquiert un appareil identique à celui sur lequel s'est tuée Hélène Boucher deux ans auparavant. L'aviatrice Amy Johnson notamment a tenté de décourager Madeleine Charnaux. L'engin est fabriqué sur mesure, seuls six exemplaires sont sur le marché, le prix n'est pas exorbitant. Cet avion, qui a déjà trois morts à son actif, demande une grande finesse dans le pilotage dont Maryse Hilsz n'a peut-être pas fait preuve.[Selon qui ?] En 1934, on lui avait d'ailleurs préféré Hélène Boucher. En effet, Marcel Riffard, l'ingénieur du Rafale, considérait qu'une championne expérimentée, ayant battu des records d'altitude, aurait du mal à perdre ses habitudes pour faire de la vitesse, ce qui pourrait lui être fatal.[réf. nécessaire] Après un test surprise auprès d'Hélène Boucher, c'est elle qu'on avait engagée à sa place.
À l'hiver de l'année 1936, Madeleine Charnaux s'entraîne sur son Rafale tout en poursuivant son lent rétablissement. Madeleine Charnaux est abandonnée par ses pairs et ses confrères, trop marqués par la mort d'Hélène Boucher et l'accident de Maryse Hilsz.[réf. nécessaire] Elle vole sur des distances de 100 et 200 km et envisage aussi de plus longues distances comme le 1000 et le 2 000 km. Elle s'entraîne sur le plateau d'Étampes, des lieux qui ont connu les débuts de l'aviation en 1910 et le haut lieu de la voltige aérienne. Elle vole en fin de matinée quand les cieux sont libérés de la plupart des acrobates.
En 1937, Madeleine Charnaux est la première aviatrice à obtenir un brevet de pilotage sans visibilité.
Elle s'entraîne sur le parcours qu'elle devra accomplir à la vitesse la plus élevée possible entre des balises. Pour le 100 et le 1 000 km, ces balises sont placées à Villesauvage et La Marmogne qu'elle n'arrive pas à bien localiser. Après plusieurs vols, un homme qui en connaît la localisation se propose de l'accompagner. La balise, détrempée par les intempéries, n'est que peu visible. Comme Hélène Boucher, elle placera un repère dans un champ voisin pour être sûre de ne pas manquer la balise.
Le 8 mai 1937, elle parcourt les 100 km à la vitesse moyenne de 283,24 km/h en compagnie de Mlle Mahé, établissant quatre nouveau records dans différentes catégories. Ensuite, elle repart seule effectuant le même parcours à la vitesse moyenne de 285,26 km/h et bat ainsi deux nouveaux records.
Maryse Bastié lui remet la croix de la Légion d'honneur à Orly.
Elle s'entraîne maintenant pour le mille et ses amis sont revenus. Elle baptise le Rafale « Long Museau ». Elle espère battre de nouveaux records, pour que Renault revienne sur sa décision et lui confie un nouveau Caudron.[réf. nécessaire]
Le 8 septembre 1937, elle parcourt le trajet Villesauvage-La Marmogne dix fois aller et retour et est encore couronnée de succès. Elle établit ainsi avec son Caudron Rafale deux nouveaux records de vitesse sur 1 000 km (féminin et général) avec une vitesse moyenne de 263,99 km. Il s'en est fallu de peu : l'examen du moteur révèle une fuite à un joint de culasse.
Le 16 octobre 1937, elle améliore son record sur 1 000 km atteignant une vitesse moyenne de 268,74 km/h.
Elle fut la propriétaire du Caudron immatriculé F-ANAR, précédemment possédé par Henri Lumière puis par Henri Bouquillard.

### Les dernières années
Madeleine Charnaux se préparait pour le 2 000 km quand éclate la Seconde Guerre mondiale. En 1938, est nommée provisoirement commandant du Corps auxiliaire féminin de l'aéronautique (CAFA) et organise un cours pour opérateurs radio, auquel participent aussi la pilote Élisabeth Boselli et la danseuse Joséphine Baker. Durant l'hiver 1939-1940, elle est en service non comme pilote, mais comme opérateur radio au GC I/2.

## Records
D'après le site de la Fédération aéronautique internationale, Madeleine Charnaux a battu plusieurs records.

### Records d'altitude
- Le 24 septembre 1934 à l'École spéciale militaire de Saint-Cyr, Madeleine Charnaux aux commandes, secondée de Yvonne Jourjon atteint une altitude de 4 990 m. L'appareil utilisé est un Miles Hawk de la société Philips & Powis Aircraft équipé d'un moteur de Havilland Gipsy III de 105 ch. Record féminin d'altitude pour un appareil biplace entre 280 et 560 kg, sans avitaillement en vol[12]. Ce record sera battu le 22 novembre 1934 par Marthe de Lacombe secondée de Mlle Aube, à Villacoublay à bord d'un Morane-Saulnier 341 équipé d'un moteur Renault Bengali de 140 ch. Elles atteignent 5 632 m.
- Le 29 janvier 1935 à Orly, Madeleine Charnaux aux commandes, secondée de Édith Clark, atteint cette fois-ci 6 115 m. L'appareil utilisé était le Farman 357 immatriculé F-AMGU équipé d'un moteur Renault Bengali de 120 ch. Record féminin d'Altitude pour un appareil biplace entre 280 et 560 kg, sans avitaillement en vol[13]. Le record tient jusqu'en 1937. Le 4 juillet 1937, la Soviétique Irina Vishnevskaya secondée de Katya Mednikova atteint 6 518 m à Tushino dans la région de Moscou à bord d'un appareil baptisé N 9-bis équipé d'un moteur Shvetsov M-11-F de 150 ch.

### Records de vitesse
- Le 8 mai 1937 à Villesauvage-La-Marmogne, Madeleine Charnaux aux commandes est secondée de Mme Mahe. La vitesse atteinte est 283,24 km/h. L'appareil utilisé est un Caudron Rafale C-530 équipé d'un moteur Renault Bengali de 140 ch[14].
  - Record féminin de vitesse sur 100 km pour un avion léger biplace entre 280 et 560 kg sans avitaillement en vol. Ce record était auparavant détenu par l'Américaine Helen MacCloskey assistée de G. Moore Savage, record établi le 15 janvier 1935 à Miami à 268,17 km/h.
  - Record féminin de vitesse sur 100 km en circuit fermé sans chargement.
  - Record féminin de vitesse sur 100 km sur un biplace léger, moteur quatre temps, 6,5 L, sans avitaillement en vol.
  - Record (mixte) de vitesse sur 100 km sur un biplace léger, moteur < 2 L, sans avitaillement en vol.
- Le 8 mai 1937, elle bat aussi le record suivant en étant seule à bord du même appareil atteignant une vitesse de 285,26 km/h[14] :
Record (mixte) de vitesse seule à bord sur 100 km, moteur quatre temps, 6,5 L, sans avitaillement en vol. Ce record lui sera enlevé par Maurice Arnoux le 13 novembre 1937 à Étampes, France, aux commandes d'un Caudron Rafale C-660 équipé d'un moteur Renault Bengali de 140 ch. Le pilote Henry Boris atteindra la vitesse de 331,74 km/h un mois et demi plus tard, le 24 décembre 1937 sur le parcours Bernay-Quillebeuf-Berville-Thiberville à bord d'un appareil similaire.
- Le 8 septembre 1937 à Villesauvage-La-Marmogne, Madeleine Charnaux est seule aux commandes. La vitesse atteinte est 263,99 km/h. L'appareil utilisé est un Caudron Rafale C-530 équipé d'un moteur Renault Bengali de 140 ch. Record féminin de vitesse sur 1 000 km pour un avion biplace léger, moteur quatre temps, 6,5 L, sans avitaillement en vol[14].
- Le 16 octobre 1937, elle bat un autre record aux commandes du même appareil, secondée de G. Lallus, avec 268,74 km/h[14].
  - Record de vitesse seule à bord sur 1 000 km, moteur quatre temps, 6,5 L, sans avitaillement en vol. Ce record lui sera aussi enlevé par Maurice Arnoux le 13 novembre 1937 à Étampes, France, aux commandes d'un Caudron Rafale C-660 équipé d'un moteur Renault Bengali de 140 ch. Le pilote Henry Boris chef-pilote à l'aéro-club de Bernay atteindra la vitesse de 309,35 km/h un mois et demi plus tard, le 30 décembre 1937 sur le parcours Bernay-Quillebeuf-Berville-Thiberville à bord d'un appareil similaire.
  - Record de vitesse féminin sur 1 000 km pour un avion biplace léger, moteur quatre temps, 6,5 L, sans avitaillement en vol.

## Publications
- Qui a tué Marina Sturm ?, Éditions France-Empire, 1944, rééd. Auda Isarn, coll. « Lys Noir » no 3, 2017.
- La Passion du Ciel, Souvenirs d'une aviatrice, Paris, Éditions Hachette, 1944 ; réédition en 1962 (extrait en ligne) et 2024 (éd. Dualpha).

## Iconographie
- Antoine Bourdelle, Madeleine Charnaux, 1917, statuette en pied en terre crue, Paris, musée Bourdelle[19].

## Pour approfondir